# Verbascum campestre
Verbascum campestre är en flenörtsväxtart som beskrevs av Pierre Edmond Boissier och Heldr.. Verbascum campestre ingår i släktet kungsljus, och familjen flenörtsväxter. Inga underarter finns listade i Catalogue of Life.